# Rembrandt fecit 1669
Rembrandt fecit 1669 is een Nederlandse film uit 1977 van Jos Stelling. De film is gebaseerd op het leven van kunstschilder Rembrandt van Rijn, waarvan vooral de laatste jaren in een scenario verwerkt zijn door Wil Hildebrand en Chiem van Houweninge. De film heeft als alternatieve titels Rembrandt - 1669 en Rembrandt van Rijn: Licht und Schatten.
Stelling deed vier jaar over deze film. Hij en zijn broer Frans hadden een grote voorliefde voor de grote kunstschilder Rembrandt, waardoor ze een innerlijke noodzaak voelden om zijn leven te verfilmen. Frans Stelling tekende voor de hoofdrol.

## Verhaal
De film vertelt over de laatste levensjaren van Rembrandt. In deze periode schildert hij een hoop zelfportretten waarin hij zichzelf in een donkere achtergrond schildert, parallel aan de fase waarin zijn leven zich bevindt. Nadat hij een periode heeft gekend van welvaart en succes, zakt Rembrandt steeds verder weg in een depressie, wat hem doet terugkijken op zijn leven.
In flashbacks ziet de kijker hoe de jonge Rembrandt zijn relaties met zijn vrouwen ondergaat, met als dieptepunt de uithuisplaatsing van zijn riante grachtenpand naar een oud krot in de havenbuurt van Amsterdam.

## Rolverdeling
- Frans Stelling - De jonge Rembrandt
- Ton de Koff - De oude Rembrandt
- Lucie Singeling - Saskia van Uylenburg
- Aya Gill - Hendrikje Stoffels
- Hanneke van der Velden - Geertje Diercx
- Ed Kolmeijer - Titus
- Henk Douze